# Antonio Lloren Mabutas
Antonio Lloren Mabutas (* 13. Juni 1921 in Agoo, Philippinen; † 22. April 1999) war Erzbischof von Davao.

## Leben

Wappen von Antonio Lloren Mabutas als Erzbischof von Davao

Antonio Lloren Mabutas empfing am 6. April 1946 das Sakrament der Priesterweihe.
Am 5. Juni 1961 ernannte ihn Papst Johannes XXIII. zum ersten Bischof von Laoag. Der Apostolische Nuntius auf den Philippinen, Erzbischof Salvatore Siino, spendete ihm am 27. Juli desselben Jahres die Bischofsweihe; Mitkonsekratoren waren der Bischof von Sorsogon, Arnulfo Arcilla, und der Weihbischof in Jaro, Juan Nicolasora Nilmar.
Am 25. Juli 1970 ernannte ihn Papst Paul VI. zum Titularerzbischof von Valeria und bestellte ihn zum Koadjutorerzbischof von Davao. Antonio Lloren Mabutas wurde am 9. Dezember 1972 in Nachfolge des zurückgetretenen Clovis Joseph Thibauld PME Erzbischof von Davao.
Am 6. November 1996 nahm Papst Johannes Paul II. das von Antonio Lloren Mabutas aus Altersgründen vorgebrachte Rücktrittsgesuch an.
Mabutas nahm an allen vier Sitzungsperioden des Zweiten Vatikanischen Konzils teil.